# Стефан Немирич
Стефан Немирич (між 1626-1630 — 22 лютого 1684) — військовий і державний діяч Гетьманщини, Речі Посполитої українського походження. Каштелян і воєвода київський, артилерист, брат Юрія та Владислава Немиричів. Тітка — Олександра Гостська з Немиричів.

## Життєпис
Наймолодший син київського підкоморія Стефана Немирича та його дружини Марти з Войнаровських. 
Спочатку навчався у школі братів польських у Ракові, потім — Кисилинській академії, де познайомився з, імовірно, старшим від себе Станіславом Любенецьким (нар. 1623 року). В лютому 1640 року разом з братами отримали спадок тітки, на який також претендувала Софія Тишкевич.
Подібно як батько, був опікуном існуючого з початку 17 ст. аріянського збору в Черняхові. Після вироку Люблінського трибуналу у 1646 році закрити школу та збір, не виконав його. 1646 року виїхав для навчання за кордон разом зі С. Любенецьким як прецептором через Ельблонг (відплили 13 серпня до Амстердама) морським шляхом). Після короткого перебування в Нідерландах виїхали до Франції, 1646 року записались до Орлеанського університету (ймовірно, вивчали право). Через рік переїхали до Сомуру (пол. Saumur), який називали Женевою французьких гугенотів, де була кальвінська теологічна академія. 19 травня 1647 року Ян та Марек Собеські зустріли їх в Анже, де була вища католицька школа з відділом права. За Ґаварецьким, Луарою добрались до Нанту. В 1648 дороги з С. Любенецьким розійшлись (він опинився у Парижі). С. Немирич через Нідерланди повернувся морем до Речі Посполитої (16 серпня 1648 його зустрів в Антверпені аріянин Геронім Ґратус Москожевський). У березні 1649 року в Луцьку відбувся сеймик Київського воєводства, який вислав його з Томашем Казимирським делегатами до короля з проханням військової допомоги. Десь тоді став стольником київським. Під час Потопу разом з іншими шляхтичами склав акт субмісії королю Швеції (15 жовтня 1655 року в Кракові від його імені підписав аріянин Бенедикт Вишоватий).
Разом з братами брав участь в елекційному сеймі Яна ІІ Казимира (є їх підписи). Того року поділили спадок: отримав міста Приборськ, Черняхів, Топорище з прилеглостями, 35 сіл. Також поділили рухоме майно, яке змогли вивезти.
Під час національно-визвольної війни українського народу 1648—1657 років воював на боці Корони. Під впливом свого брата Юрія Немирича перейшов на службу до українського війська. В 1658-1659 роках — генерал артилерії Великого князівства Руського за підтримки брата Юрія та протекцією Івана Виговського після Гадяцької угоди. Брав участь у битвах з московитами та козаками, які їх підтримували у 1658-1660 роках, зокрема, в битві під Чудновом, де переможені московити клали йому — представнику короля — під ноги зброю. Як компенсацію за втрачені маєтності отримав 1660 року (за Бутлером) командування двома реґіментами гвардії, що мало принести бл. 40000 золотих річного доходу. Після смерті брата Юрія став київським підкоморієм у 1661 році. 1661 року козаки, 1662 — московити спустошили родові маєтки. В 1661, 1662 роках — посол сеймів РП від Київського воєводства. Іван Виговський (24 січня 1662) просив його підтримати його справи на них.
Ймовірно, з 1664 року виїхав добровільно в еміграцію; маєтки віддав у державлення: частково Єжи Любомирському, Приборськ за 26000 злотих Кшиштофу та Анні Третякам-Мержвінським. Забрав з собою дітей братів: Маріанну — Владислава, Варвару, Теодору — Юрія). Спочатку хотів осісти в Мангаймі, 1664 переказав С. Любенецькому гроші для будівництва просторого дому (продав 1671). Написав прохання Богуславу Радзивіллу прийняти на службу 1 травня 1671 року чи надати протекцію до Фрідріха Вільгельма. У червні отримав звання генерала артилерії (з вагомою пенсією), трирічне державлення маєтку Ноєндорф (Чарново коло Кросна Одр(ж)анського).
1680 року покинув Ноєндорф, після повернення до Речі Посполитої став практикуючим католиком. 1681 року записався до Братства св. Анни в Кобилині (Великопольща); брав участь у перемовинах з православними. В Кобилині осів після одруження з Терезою Констанцією з Опалінських — вдовою Олександра Христофора Сенюти (шлюб 1680/1681 року, дітей не мали). Змушений був часто перебувати при дворі короля, бо призначили київським каштеляном, 1682 — воєводою.
З першою дружиною — Ґризельдою з Вилямів (шлюб бл. 1640-1659 року, була ревною аріянкою) — мав 4 сини, з яких Владислав повернувся з ним додому 1680 року, прийняв католицизм, як староста новоселецький помер 1706; був тричі одружений.
Портрет С. Немирича до 1939 року був власністю родини Немиричів; фотографія портрету була в редакції ПСБ.